# Vrede (dokumentarfilm fra 2016)
|  | Denne artikel er oprettet af botten Steenthbot ud fra en ekstern database. Den kan derfor have sproglige fejl eller mangler. Denne skabelon kan fjernes efter kontrol af indholdet. |

 For alternative betydninger, se Vrede (flertydig). (Se også artikler, som begynder med Vrede)
Vrede er en dansk dokumentarfilm fra 2016 instrueret af Jakob Thuesen.

## Handling
Er vrede en sund eller usund reaktion for det moderne menneske? Er det godt at koge over en gang i mellem, så trykket lettes? Kan man bruge vrede positivt som energi? Eller er Anger Management kommet for at blive, fordi vrede har sværere og sværere kår i den moderne civiliserede verden?
Filmen skal indgå i serien Tænkepauser - en serie programmer baseret på en serie fagbøger af samme navn, der er udgivet af Aarhus Universitetsforlag, som Creative Alliance har købt filmrettighederne til.